# Memphis Mansion
Memphis Mansion, tot 2015 Graceland Randers, is een museum en restaurant in Randers in de Deense regio Midden-Jutland. Het is gewijd aan de rock-'n-rollzanger  en filmacteur Elvis Presley (1935-1977).

## Geschiedenis en achtergrond
Het museum werd op 14 april 2011 geopend door Henrik Knudsen. De officiële opening vond een dag later plaats door de burgemeester, de Amerikaanse ambassadeur en de zangeres Suzi Quatro. Het is tweemaal zo groot als Graceland in Memphis, waarvan de buitenkant nagenoeg is gekopieerd.
Het museum heeft ongeveer 6.000 stukken in de collectie, waarvan de waarde wordt geschat op rond 1,5 miljoen euro. Daarnaast heeft het een restaurant in Amerikaanse stijl en een shop.
Het staat in de top 50 van Deense attracties. In 2015 ontving het 130.000 bezoekers.

## Naamswijziging en schadevergoeding
Knudsen registreerde de naam Graceland Randers in 2006, rond vijf jaar voor de opening in 2011. In 2015 werd een rechtszaak tegen hem aangespannen vanwege onrechtmatig gebruik van de naam Graceland. De Deense Maritieme en Handelsrechtbank (Sø- og Handelsretten) stelde de erfgenamen in september 2016 in het gelijk en legde een schadevergoeding op van 500.000 Deense kroon (destijds circa 67.000 euro). Voorafgaand aan de rechtszaak was de naam van het museum uit zekerheid al gewijzigd naar Memphis Mansion. De aanklacht dat hij namaakartikelen van Elvis zou hebben verkocht werd ongegrond verklaard.

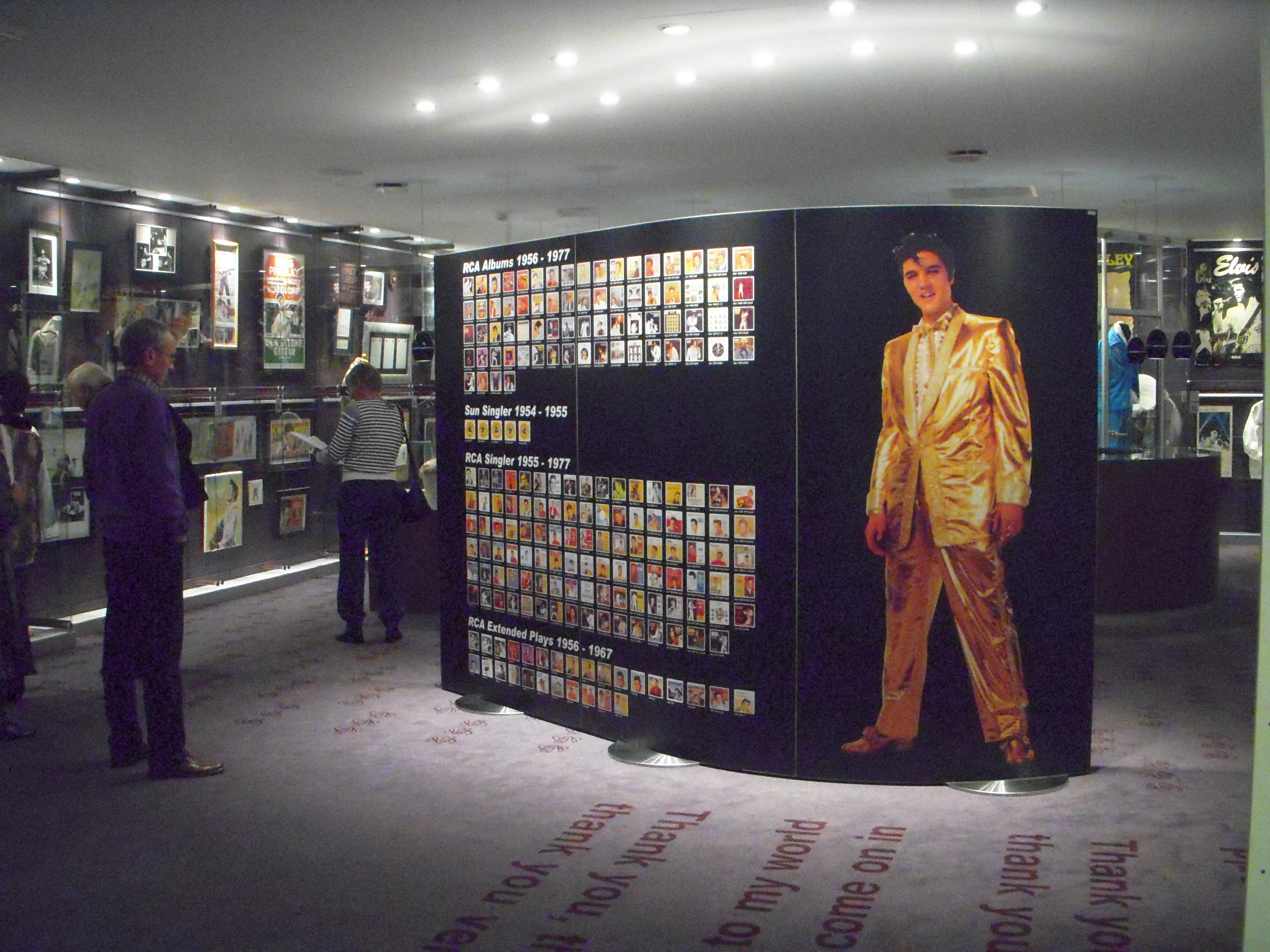
Impressie van het museum